# Зооциды

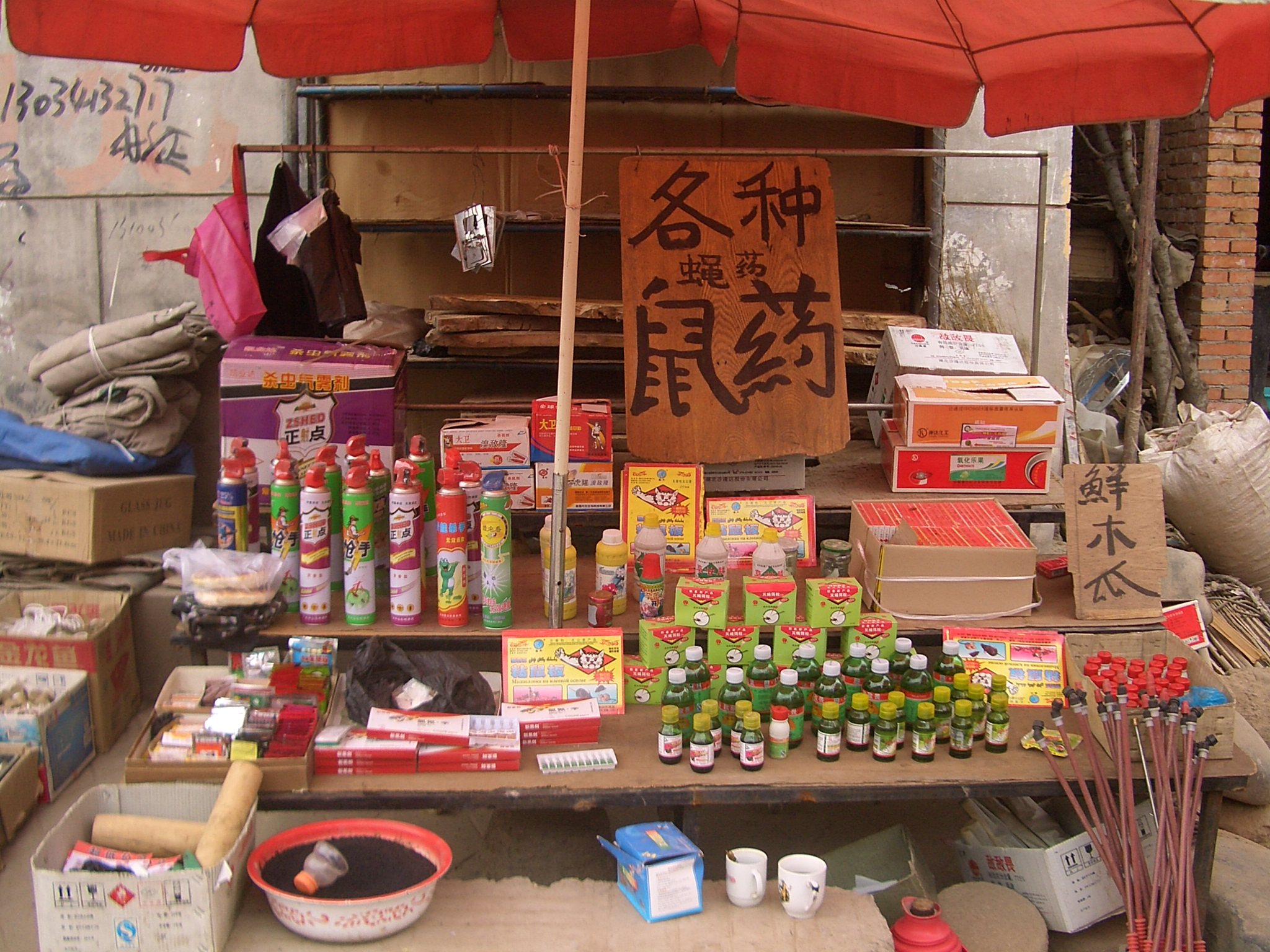
Лоток торговца крысиным ядом и инсектицидами на базаре в г. Линься, пров. Ганьсу, Китай

Зооци́ды (от греч. ζῷον «животное» + лат. caedo «убиваю») — разновидность пестицидов, химические вещества для уничтожения вредных теплокровных животных, прежде всего грызунов (сусликов, полёвок, мышей, крыс) — родентици́ды, и птиц — авициды.

## Родентициды

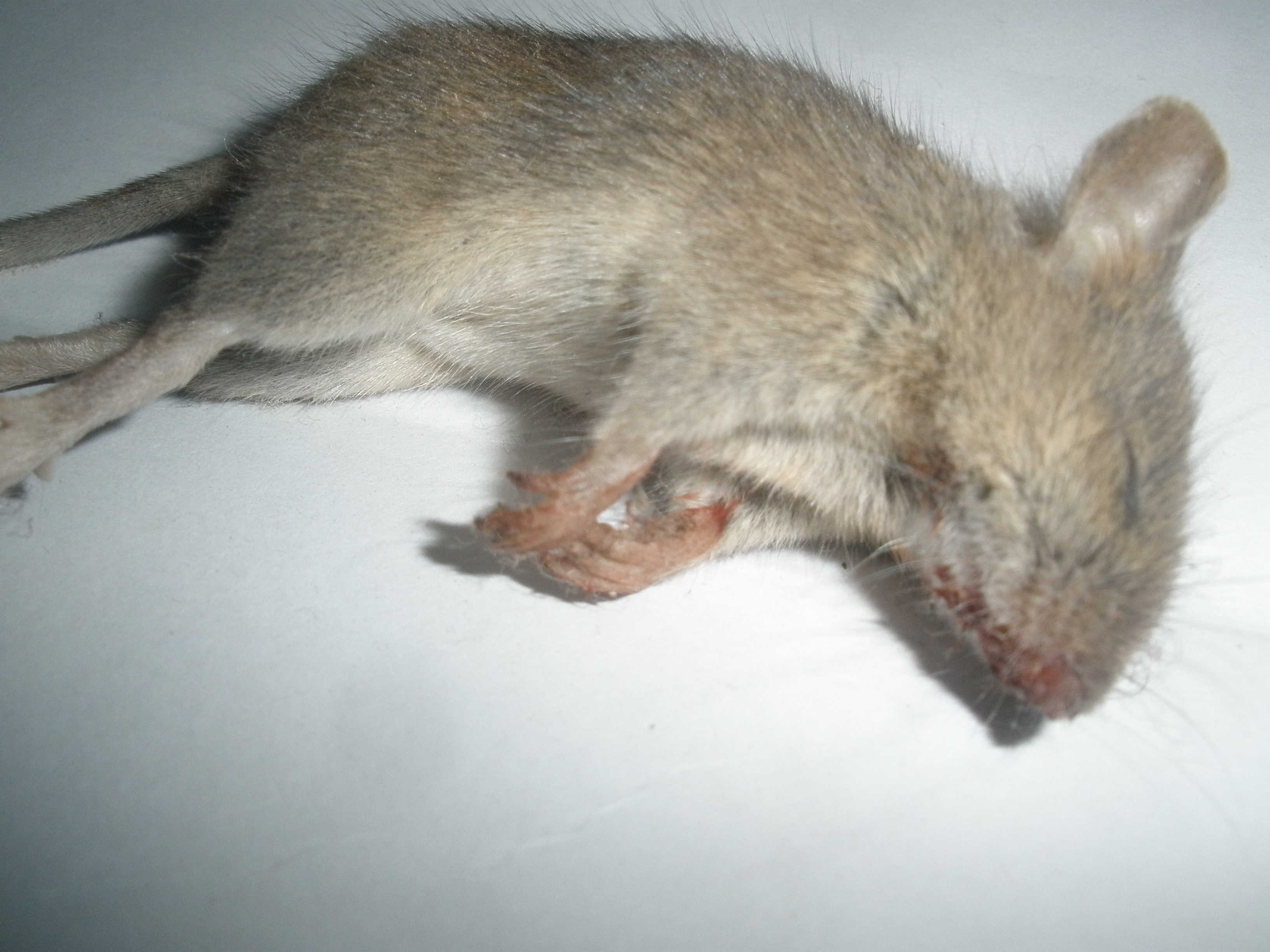
Грызун, убитый ядом-антикоагулянтом (предположительно бродифакумом)

Отдельную категорию составляют родентициды — средства от грызунов (мышей, крыс). К крысиным ядам относят: нафтилтиокарбамид, варфарин, ратиндан, бродифакум, дифенакум (difenacoum), а также устаревшие и практически не используемые из-за повышенной опасности: фосфид цинка, соединения мышьяка, свинца и таллия, фосфор (желтый или белый), стрихнин.
Родентициды подразделяются на группы в зависимости от состава (синтетические или органические), по скорости и направленности действия на животных:
1. Острого действия. Приводят к быстрой гибели грызунов (от получаса до суток). В состав таких препаратов входят сильнодействующие вещества — стрихнин, фосфид цинка, мышьяк. Используются специализированными службами для срочного избавления от крыс и мышей. Основной недостаток — быстрое определение причины гибели грызуна его сородичами, которые отказываются от поедания приманки.
2. Хронического действия (антикоагулянты). В процессе поедания препарата в организме животного происходит накопление ядовитых соединений. По мере достижения их критического количества происходит гибель грызунов. Животные не связывают гибель сородича с приманкой и продолжают поедать её. В эту группу отнесены почти все продаваемые для бытовых нужд препараты.

Препаративная форма
Практически каждый производитель выпускает целую линейку родентицидных средств. Они отличаются как по препаративной форме, так и по пищевым компонентам.
Родентициды выпускаются в нескольких вариантах:
- тестовые приманки — Капкан, Ред, Крысиная смерть № 2
- гранулы на основе зерна — Мурин Форте, Ратимор, Крысиная смерть № 1
- брикеты — парафиновые (восковые) препараты — Шторм, Капкан, Багира, Защитник, Антищур.

В состав любой приманки-родентицида входит пищевая основа либо ароматизатор, действующее вещество, краситель, вспомогательные вещества. К примеру, у брикетов это — парафиновая основа, предотвращающая гниение и порчу приманки в условиях повышенной влажности.
Вне зависимости от препаративной формы приманки должны быть окрашены в яркий цвет, чтобы легко идентифицировать их, не спутать с пищевыми продуктами. Наиболее востребованы готовые препараты, не требующие дополнительных действий с родентицидом (приготовление приманки, разведение и пр.).

## Авициды
Авициды используют для борьбы с птицами, выклевывающими семена на полях и создающими помехи на аэродромах и автострадах; их применяют преимущественно в виде пищевых приманок. В качестве авицидов могут быть использованы эндрин и некоторые фосфорорганические соединения, например, фентион, мевинфос, паратион (см. Инсектициды), гидрохлорид 3-хлор-n-толундина (известный под названием "старлицид", букв. "истребитель скворцов"), 4-аминопиридин (авитрол), применяются также хлоралоза и 2.2.2-трибромэтанол, действующие как снотворное. Однако авициды чаще всего применяют не как средства истребления, а для отпугивания (крик отравленных птиц предупреждает всю стаю).
Ввиду неизбирательности и большой экологической опасности, авициды запрещены в России, как и в большинстве стран мира.
Применение разрешено в США, Канаде, Австралии и Новой Зеландии, но оно часто критикуется орнитологическими, экологическими и зоозащитными организациями.
В частности, противником данной практики является Audubon society, добившееся запрета применения авитрола по отношению к воронам в ряде городов.
Ихтиоциды используют иногда для уничтожения сорной рыбы. Наиболее эффективен ротенон, норма расхода ок. 5 кг/(га.м); некоторое применение находит также антибиотик антимицин. Весьма ядовиты для рыб мн. хлорорг. пестициды, например токсафен, эндрин, эндосульфан, однако из-за чрезмерной устойчивости они малопригодны для практического применения. Как и авициды, ихтиоциды отсутствуют в  государственном каталоге пестицидов и агрохимикатов, и, поэтому, не могут законно применяться в России. Все зооциды сильные яды, и их производство, хранение и применение допускается только с разрешения соответствующих государственных органов, при строгом соблюдении установленных правил.

## Отдельные вещества — зооциды
Для уничтожения вредных животных используются токсичные вещества, которые добавляют к пищевым продуктам (приманка):
- фосфид цинка Zn3P2,
- сульфат таллия Tl2SO4,
- карбонат бария ВаСО3
- кумарин
- зоокумарин

### Изготовление отравленной приманки
Для подготовки эффективной приманки учитывают характер производства, на котором планируется применить зооцид. Так, на мясокомбинатах к приманке добавляют обжаренное сало, копчёности. На хлебокомбинатах — вводят зерновые приманки.